# I'm Back
I'm Back is een nummer van de Amerikaanse rapper T.I., dat werd uitgebracht in maart 2010. De videoclip van I'm Back kwam uit op 26 april 2010. Het nummer werd bij de 53e Grammy Awards in 2010 genomineerd voor een Grammy in de categorie Best Rap Solo Performance.

## Hitnoteringen
Aan het einde van de week die eindigde op 3 april 2010, debuteerde "I'm Back" op de 44e plaats in de Billboard Hot 100.
| Hitlijst (2010)                    | Hoogste notering |
| ---------------------------------- | ---------------- |
| Canadian Hot 100                   | 44               |
| US Billboard Hot 100               | 44               |
| US Billboard Hot R&B/Hip-Hop Songs | 12               |
| US Billboard Rap Songs             | 7                |